# Köket.se
Köket.se är en matsajt som ägs av TV4 Media och är en av Sveriges största matsajter med ca 1,7 miljoner besök per vecka.[när?] Webbplatsen har fler än 30 000 recept från TV4:s matprogram och flera av Sveriges främsta kockar och konditorer. Annat innehåll på webbplatsen är artiklar om matlagning, dryck och köksutrustning. Den består även av Kökets kurser där användaren får lära sig om mat, bak och dryck av några av Sveriges främsta kockar, och av Kökets Play med korta matprogram såsom Kökets middag och Kökets baktips. I Kökets shop kan användaren beställa kokböcker från kockar.[källa behövs]
Åren 2016, 2018 och 2019 utsågs köket.se till "Sveriges bästa matsajt" av Internetworld.

## Historia
Föregångaren till köket.se hette recept.nu och lanserades den 14 november 2007 som ett samarbete mellan TV4-gruppen och Bonnierförlagen. På webbplatsen publicerades bland annat recept från TV4:s olika program med matinriktning, exempelvis Nyhetsmorgon, Leilas mat och Vad blir det för mat, men även recept från kokböcker och andra kända matprofiler. I mitten av 2008 utökade man från 8 000 till 14 000 recept genom att köpa en receptdatabas av företaget Page One Publishing. Webbplatsen hade vid tidpunkten cirka 130 000 besökare i veckan.